# Gaetano Ferri (pittore 1822)
Gaetano Ferri (Bologna, 23 settembre 1822 – Oneglia, 31 agosto 1896) è stato un pittore e architetto italiano.

## Biografia
Intraprese gli studi di pittura grazie al padre Domenico, il quale era scenografo, pittore e architetto. Nel 1840 era a Parigi presso l'atelier del pittore François Bouchot, mentre due anni dopo completò gli studi a Roma. Fu docente all'Accademia Albertina di Torino, ma si ritirò nell'isola di Hyères per motivi di salute, come testimoniato dal suo collega Carlo Felice Biscarra, per poi stabilirsi a Nizza, dove subì l'influenza del pittore Paul Delaroche. I principali soggetti del periodo nizzardo riguardano temi storici e patriottici.
Partecipò a diverse edizioni della Società promotrice delle belle arti di Torino, la quale acquistò Giovane ucciso da una pallatedesca, all'Esposizione del Valentino del 1850 e alla mostra della Permanente del 1851. L'opera Le pastorelle emigranti (1853) fu acquistata dal re Vittorio Emanuele II e dalla regina Maria Adelaide. Il suo capolavoro assoluto è sicuramente il dipinto Illutto del Piemonte (1855, oggi esposto al Palazzo Reale), compiuto in due anni e raffigurante la morte di Carlo Alberto di Savoia. L'opera fu esposta all'Esposizione universale di Parigi del 1855 e gli valse la medaglia di terza classe in oro.
Gli fu commissionato il dipinto raffigurante Il matrimonio della marchesa Adelaide di Torino con Oddone conte di Savoia (1864-65) nell'ambito delle decorazioni del nuovo scalone del Palazzo Reale sabaudo progettato da suo padre. Alcuni suoi disegni sono conservati alla Galleria civica d'arte moderna di Torino.